# 求来里川
求来里川（くくりがわ）は、筑後川水系有田川の支流で、大分県日田市を流れる一級河川である。

## 地理
求来里川は、大石峠に源を発し、はじめ西流して、やがて北に向きを変え、再び西流して有田川に合流する。

## 歴史
流域には旧石器時代から近世に至る遺跡が数多く残っている。

## 自然
魚類では、絶滅危惧IB類（環境省レッドリスト）のオヤニラミが確認されているほか、カワムツ、ドンコ、ギンブナ等が生息している。また、鳥類では、ツバメ、スズメ、ムクドリ、カワラヒワが多く見られる。

## 災害
1978年（昭和53年）7月、1995年（平成7年）7月、1997年（平成9年）5月、2001年（平成13年）7月等に度重なる浸水被害が発生しており、河川改修が行われている。

## 橋
上流に位置する名里地区は日田・中津間の街道である「石坂石畳道」を造ったことで知られる石工の求来里喜平を初めとする名工を輩出した石工の里である。求来里川には、石造アーチ橋の名里橋（1938年建造）、石造桁橋の出店橋及びゴクナシ橋（いずれも建造年不明）の3本の石橋が残っていたが、近年の河川改修により名里橋は2003年（平成15年）に、出店橋は2007年（平成19年）にそれぞれ撤去され、復元可能な状態で保存されている。これらの石橋については、求来里川に河川公園を整備して、移設する計画がある。

## 並行する交通

### 道路
- 大分県道672号戸畑日田線